# Lavukaleve
Lavukaleve är ett språk med 1700 talare (1999). De flesta talarna av lavukaleve lär sig det som sitt modersmål. De flesta lär sig senare pijin.
1954 uppskattade Arthur Capell antalet talare till 250 och antog att det skulle dö ut p.g.a. dominans av bugotu. Dock har bugotus påverkan minskat mycket. 1971 hade lavukaleve uppskattningsvis 700 talare, och antalet växer i dag. Språket är dock hotat.